# 9405 Johnratje
A 9405 Johnratje (ideiglenes jelöléssel 1994 WQ1) a Naprendszer kisbolygóövében található aszteroida. Kobajasi Takao fedezte fel 1994. november 27-én.